# Грандковский, Николай Карлович
Никола́й Ка́рлович Грандко́вский (11 [23] февраля 1864, Саратов — 5 [18] мая 1907, Пенза) — русский жанровый живописец, педагог, экспонент Товарищества передвижников.

## Биография
Уроженец Саратова. Первоначальное художественное образование получил у саратовских художников Д. Н. Россова и М. И. Доливо-Добровольского, по рекомендации которых, в 1880 году поступил в Московское училище живописи, ваяния и зодчества. Учился на средства родного города. За время учёбы получил две малые и две большие серебряные медали Императорской Академии художеств «За успех в рисовании».
После окончания училища в 1889 году жил в Москве. С 1891 года — экспонент Товарищества передвижных художественных выставок, с 1892 — член Московского общества любителей художеств. В 1894 году награждён первой премией Московского общества любителей художеств за «Портрет писателя Н. Н. Златовратского», в 1895 второй премией за картину «Купаться».
По приглашению К. А. Савицкого, возглавившего вновь построенную Пензенскую картинную галерею и Пензенское художественное училище имени Н. Д. Селивёрстова, Николай Грандковский в 1897 году покидает Москву и переезжает в Пензу, где в числе других московских художников К. А. Клодта, П. И. Коровина и Н. К. Жукова, становится преподавателем училища и Пензенской духовной семинарии.
В 1907 году в Пензе состоялась персональная посмертная выставка произведений Николая Грандковского.

## Галерея

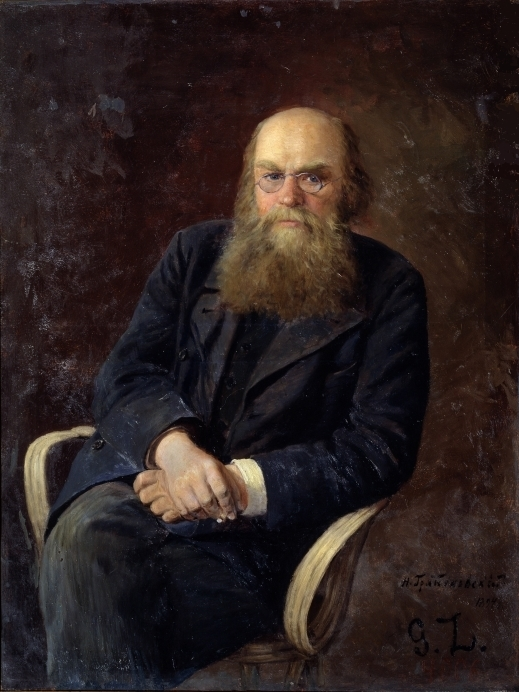
«Портрет Николая Николаевича Златовратского», (1894), холст, масло — Вольский краеведческий музей
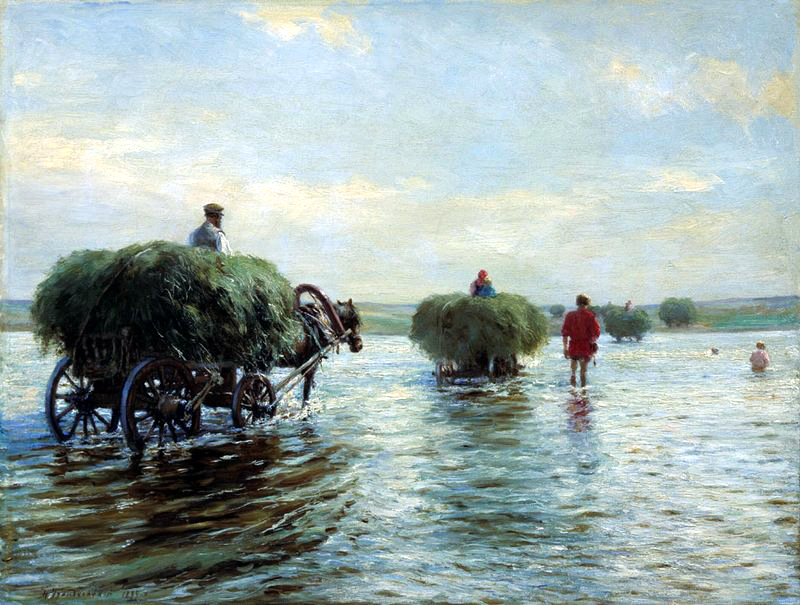
«Возы с сеном», (1899), холст, масло — Донецкий областной художественный музей
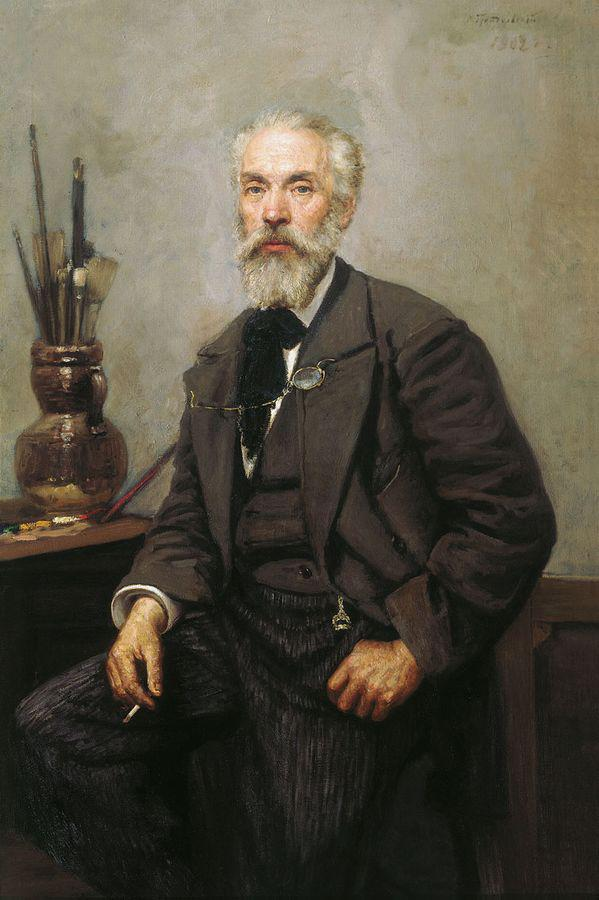
«Портрет Константина Аполлоновича Савицкого», (1902), холст, масло — Государственная Третьяковская галерея
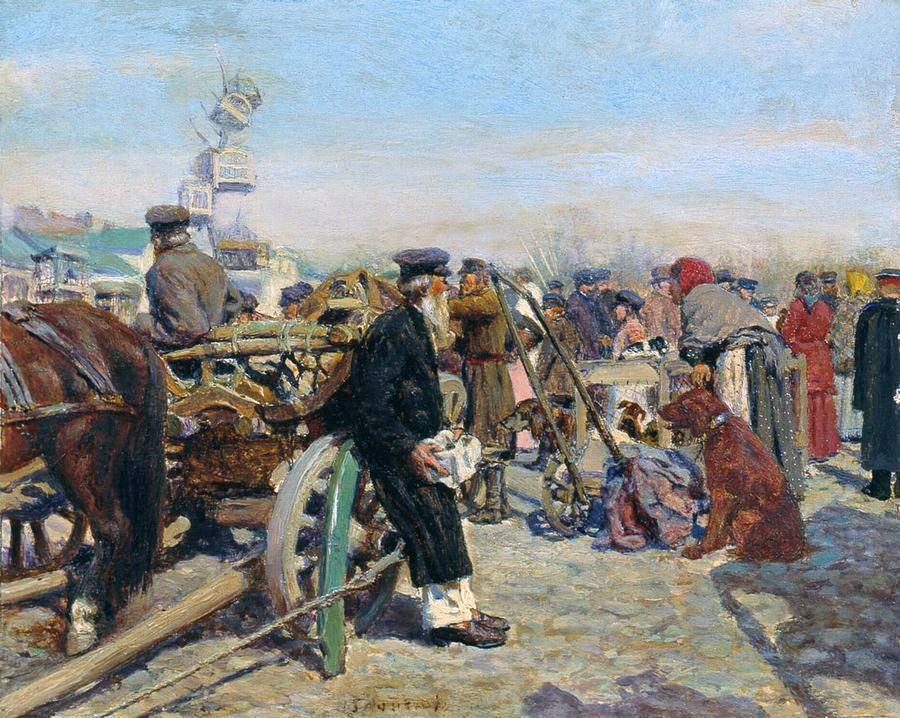
«На базаре», (ранее 1907), холст, масло — Ульяновский областной художественный музей
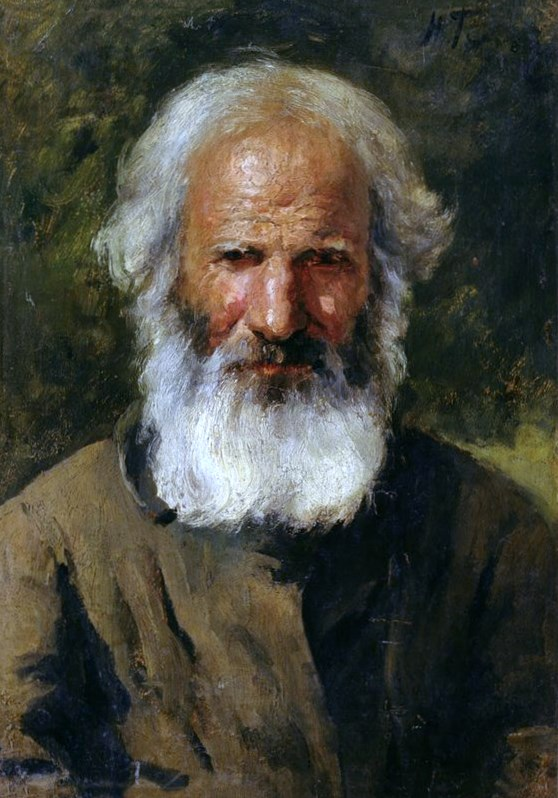
«Портрет старика», (ранее 1907), холст, масло — Иркутский областной художественный музей им. В. П. Сукачева
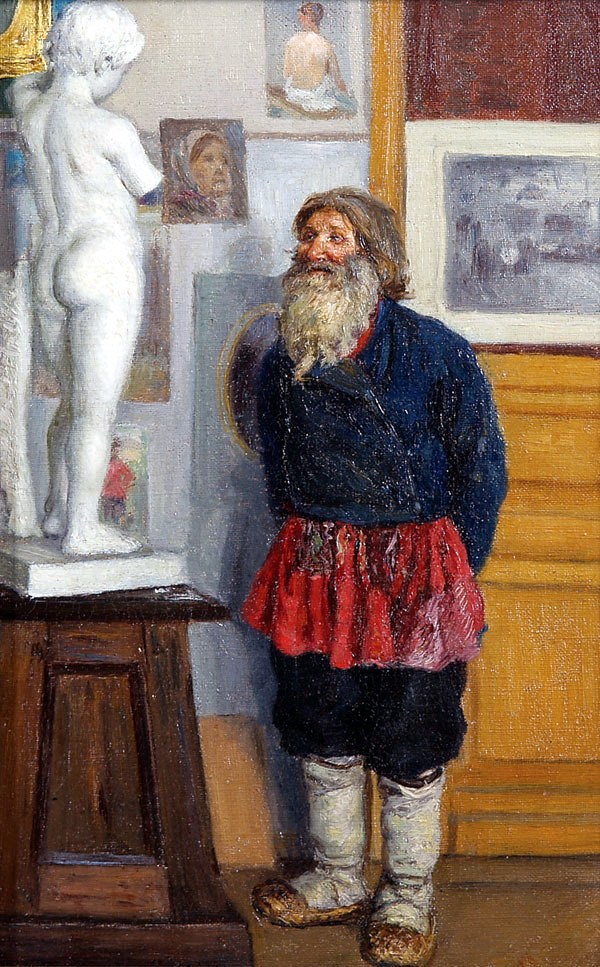
«Диковинка», (ранее 1907), холст, масло — частное собрание.